# Unec
Unec je gručasto naselje u podnožju brda Orljek (563 m), na sjeverozapadnom rubu Rakovške uvale, na putu Planina (Postojna)–Rakek, od koje se u tom naselju odvaja nekada poznati put prema Postojni. Unec se nalazi u Opštini Cerknica.
Naselju Unec pripada i zaselak Hribce. U blizini je 100 m duboka Unška koliševka. U okolici koliševke su italijanski granični vojni bunkeri iz vremena između Prvog i Drugog svjetskog rata. Podzemni hodnici, koji ih povezuju, imaju ulaze i iz koliševke.
Kod Unca je otkriveno rimsko grobište s vrlo raskošnim grobnim artefaktima (?, pridatki), među kojima se ističe bronzano posuđe.
Na brdu Stari grad zapadno od Unca vide se razvaline grada koji je bio prethodnik sadašnjega grada Hasberg na Planinskom polju.
Na fasadi upravne zgrade Kovinoplastike Lož (na nekadašnjoj mitnici) postavljena je spomen-ploča koja govori da je tu živio i godine 1934. umro slovenski general i pjesnik Rudolf Majster.

## Stanovništvo
Etnički sastav 1991:
- Slovenci: 448 (97%)
- Srbi: 7 (1,5%)
- Hrvati: 1
- Nepoznato: 6 (1,3%)

## Sakralna baština
Župna crkva Svetog Martina prvi put je spomenuta godine 1526. godine. Nad ulaznim vratima uklesana je godina 1615. Na tom mjestu postojala je drvena crkva još oko godine 1100, prva zidana crkva izgrađena je sto godina kasnije, u 14. vijeku podignuta je nešto veća gotička crkva, čije se vanjski arhitektonske elementi djelomično vide i danas. U crkvi je sačuvan kameni škropionik (slovenski: kropilnik) iz godine 1719, križni put T. Wissiaka iz godine 1856. i slike S. Kregara iz 20. vijeka.
Pred crkvom se nalazi ogromna lipa, stara oko 370 godina, čiji obim je 650 cm.

## Napomene
1. 1 2 3  Potreban prevod sa slovenskog.